# Alessandro Galilei

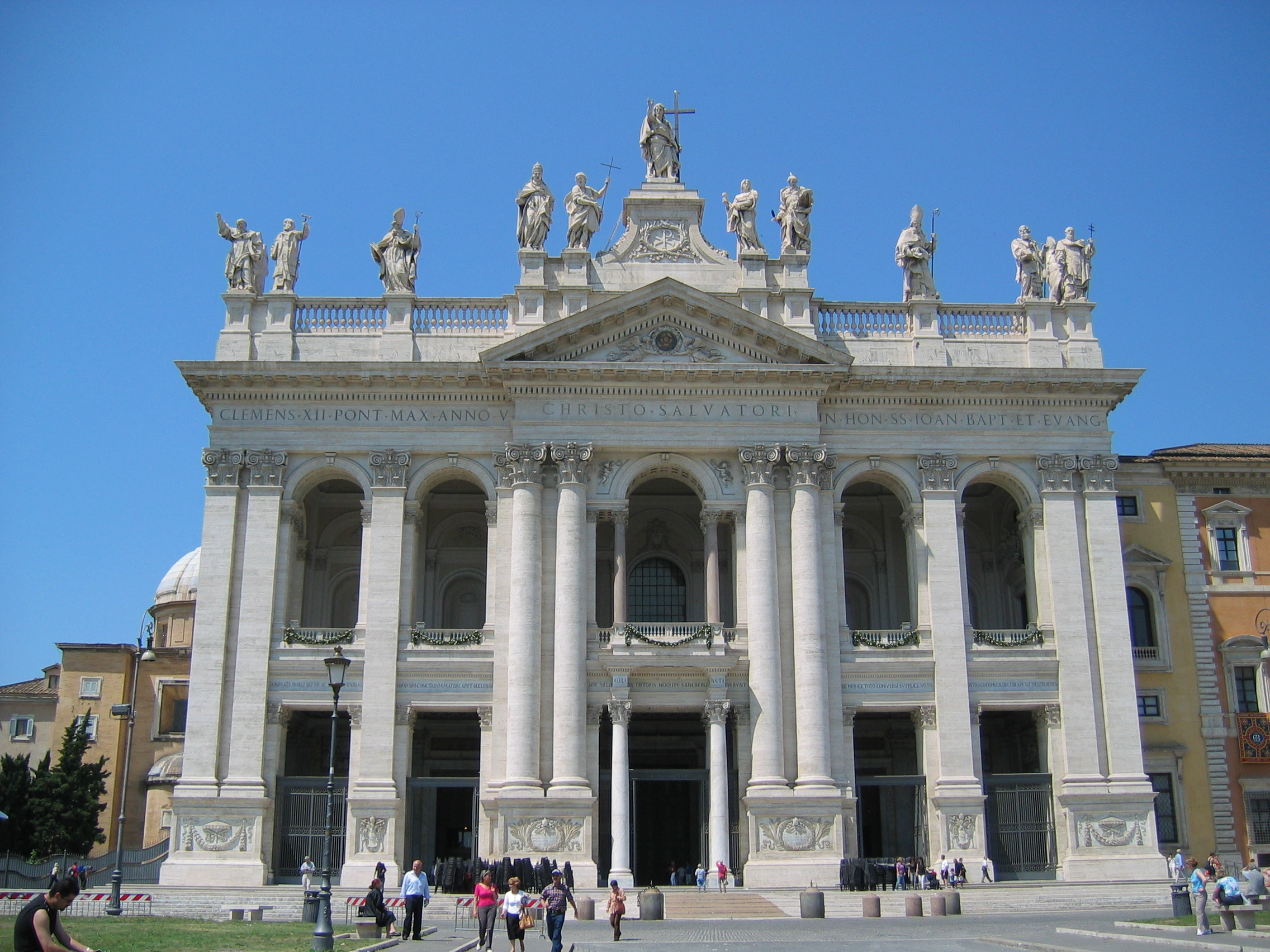
Alessandro Galilei – Fasaden till San Giovanni in Laterano (1735)

Alessandro Galilei, född 25 augusti 1691 i Florens, död 21 december 1737 i Rom, var en italiensk arkitekt. I Rom har han bland annat ritat fasaderna till kyrkorna San Giovanni in Laterano och San Giovanni dei Fiorentini.